# Rudolf Langrod
Rudolf Langrod, pierw. Langrok (ur. 15 października 1874 w Krakowie, zm. 22 grudnia 1956 w Łodzi) – polski adwokat i notariusz pochodzenia żydowskiego, autor prac z zakresu skarbowości.

## Życiorys
Pochodził z rodziny żydowskiej. Syn Moryca (Maurycego) Langrokka, właściciela fabryki i Anny Róży z domu Reiss. Brat Adolfa Langroda i stryj Jerzego Stefana Langroda.
Ukończył naukę w Gimnazjum im. Króla Jana Sobieskiego w Krakowie (1894), a następnie studia na Wydziale Prawa i Administracji Uniwersytetu Jagiellońskiego (1898). W tym samym roku zmienił nazwisko na Langrod. Po studiach pracował w Sądzie Krajowym i Powiatowym w Krakowie oraz w Sądzie Krajowym i Powiatowym w Wiedniu.
W latach 1902–1905 odbywał aplikację adwokacką w Krakowie, Bielsku Białej i Wiedniu. W 1905 został wpisany na listę adwokatów w Wiedniu i tam otworzył kancelarię oraz założył spółdzielnię rzemieślniczo-kredytową oraz administracji nieruchomości przy Związku Banków Spółdzielczych w Wiedniu. Jednocześnie publikował książki z zakresu prawa cywilnego i skarbowego oraz artykuły m.in. na łamach „Przeglądu Prawa i Administracji”. W 1917 został założycielem i wydawcą niemieckojęzycznego czasopisma o charakterze gospodarczym w Wiedniu –„Polnischer Lloyd”.
Po I wojnie światowej zamieszkał w Warszawie, gdzie w latach 1919–1920 pracował na stanowisku naczelnika wydziału prasy w Ministerstwa Przemysłu i Handlu. Zainicjował powstanie oficjalnego organu gospodarczego rządu „Przemysł i Handel”. W latach 1923–1939 prowadził własną kancelarię adwokacką w Warszawie. Jednocześnie publikował prace z zakresu prawa podatkowego i komentarze do ustaw. Był redaktorem miesięcznika „Sprawy Podatkowe” oraz założycielem i wydawcą kwartalnika „Review of Polish Law and Economics” (1928–1931). Był członkiem zarządu Towarzystwa Ochrony Prawa Autorskiego, Towarzystwa Ochrony Prawa Przemysłowego i Towarzystwa Przyjaciół Belwederu.
Podczas II wojny światowej, w związku ze swoim żydowskim pochodzeniem, funkcjonował pod nazwiskiem Nowak i ukrywał się na terenie województwa kieleckiego, gdzie udzielał korepetycji i lekcji języków obcych. W marcu 1945 zamieszkał w Łodzi i tam do sierpnia 1948 prowadził własną kancelarię adwokacką. Następnie został redaktorem „Przeglądu Prawa Polskiego” przy Ministerstwie Sprawiedliwości. W latach 1952–1956 był notariuszem Państwowego Biura Notarialnego w Łodzi. Ponadto publikował na łamach „Państwa i Prawa” oraz „Życia Gospodarczego”.
Jego żoną od 1907 była Maria z domu Sachs (1887–1957), córka Henryka i Anieli z domu Bergson. Mieli dwie córki: Anielę (ur. 1911) i Alicję (ur. 1908), żonę Mieczysława Mendelsohna.
Został pochowany na cmentarzu ewangelicko-reformowanym w Łodzi.

## Publikacje
- Zasady międzynarodowego prawa prywatnego (1902),
- Opłaty skarbowe (1904),
- Nichtstempelmässige Gebühren und Taxen (1904),
- II i III nowela do austriackiego kodeksu cywilnego (1911),
- Sammlung der Verordnungen für die unter K. u. K. Militärvelwaltung stehenden Gebiete Polens (razem z C. Juncker, Wiedeń 1916).
- Ustawa z dn. 11 VIII 1923 o podatku majątkowym (Warszawa 1924),
- Nowela i rozporządzenia wykonawcze do ustawy z dn. 14 V 1923 o państwowym podatku przemysłowym (razem z A. Francem, Warszawa 1925),
- Polskie prawo bankowe w świetle prawa cywilnego i handlowego (Warszawa 1925),
- Gesetz über die Stempelgebühren (Katowice 1926),
- Ustawodawstwo podatkowe a prawo prywatne (Warszawa 1931),
- Die Vermeidung der Doppelbesteurung in Polen und Danzig (Warszawa 1931, to samo w języku polskim i angielskim),
- Fikcje skarbowe, fikcje fiskalne w świetle prawa gospodarczego (Warszawa 1936),
- Skarbowość polska w nowym ustroju. Cz. I (Łódź 1947).